# Erik De Clercq (viroloog)
Erik De Clercq (Dendermonde, 28 maart 1941) is een Belgische viroloog en is wereldwijd bekend voor de hiv-remmer tenofovir. Hij is emeritus gewoon hoogleraar van de KU Leuven.

## Biografie
Na zijn opleiding geneeskunde, die hij begon in 1966 specialiseerde hij zich in de microbiologie (Rega Institute for Medical Research). Na twee maanden ontdekte hij dat interferon te traceren is in dierenurine. Later ontdekte hij ook een techniek om interferon te induceren.
Na zijn doctoraat dat hij aflegde in 1972 is hij verbonden aan het Departement Microbiologie en Immunologie van de universiteit van Leuven en het Rega Institute for Medical Research. In een gemeenschappelijk onderzoek met de Tsjech Antonín Holý ontdekte ze, in 1985, de fosfonaten als nieuwe antivirale stoffen. Later, in 1996, werd cidofovir ontdekt als medicatie van CMV-retinitis bij aidspatiënten. Toen de dosissen van adefovir te hoog bleken als hiv-remmer werd het gebruikt als behandeling tegen hepatitis B. Bij verder onderzoek kwam men toen bij tenofovir hetgeen sinds 2001 te verkrijgen is als hiv-remmer.

## Erkentelijkheid
- 2000 - FWO-Excellentieprijs Joseph Maisin fundamentle biomedische wetenschappen
- 2008 - European Inventor Award
- 2010 - Paul Janssensprijs[1]
- 2011 - Huldiging te Praag[2]